# Yoshio Kato
Yoshio Kato (加藤 好男, Kato Yoshio, Saitama, 1 augustus 1957) is een Japans voormalig voetballer die als doelman speelde.

## Clubcarrière
In 1976 ging Kato naar de Osaka University of Commerce, waar hij in het schoolteam voetbalde. Nadat hij in 1980 afstudeerde, ging Kato spelen voor Furukawa Electric, de voorloper van JEF United Ichihara. Met deze club werd hij in 1985/86 kampioen van Japan. Kato veroverde er in 1982 en 1986 de JSL Cup. In 14 jaar speelde hij er 87 competitiewedstrijden. Kato beëindigde zijn spelersloopbaan in 1993.

## Japans voetbalelftal
Yoshio Kato debuteerde in 1980 in het Japans nationaal elftal en speelde 8 interlands.

## Statistieken

### J.League
| Seizoen | Club                | Competitie | J.League | J.League | J.League Cup | J.League Cup | Totaal | Totaal |
| Seizoen | Club                | Competitie | Wed.     | Dlp.     | Wed.         | Dlp.         | Wed.   | Dlp.   |
| ------- | ------------------- | ---------- | -------- | -------- | ------------ | ------------ | ------ | ------ |
| 1992    | JEF United Ichihara | J1 League  | -        | -        | 4            | 0            | 4      | 0      |
| 1993    | JEF United Ichihara | J1 League  | 18       | 0        | 3            | 0            | 21     | 0      |
| Totaal  | Totaal              | Totaal     | 18       | 0        | 7            | 0            | 25     | 0      |

### Interland
| Japans voetbalelftal | Japans voetbalelftal | Japans voetbalelftal |
| Jaar                 | Wed.                 | Dlp.                 |
| -------------------- | -------------------- | -------------------- |
| 1980                 | 3                    | 0                    |
| 1981                 | 5                    | 0                    |
| Totaal               | 8                    | 0                    |